# Мензелинский кантон
Мензелинский кантон (тат. Минзәлә кантоны) — административно-территориальная единица в составе Татарской АССР, существовавшая в 1920—1930 годах. Центр кантона — город Мензелинск. Площадь — 5,6 тыс. км². Население — 167,1 тыс. чел. (1926).
По данным 1926 года в кантоне было 9 волостей
- Актанышская
- Амикеевская
- Байсаровская
- Кузкеевская
- Мензелинская
- Муслюмовская
- Ново-Мазинская
- Поисевская
- Семиостровская (центр — с. Татарские Суксы)

Волости делились на 201 сельсовет.
В 1921 году из состава Мензелинского кантона был выделен Челнинский кантон. В 1927 году председатель сельского совета в деревне Семиостровье выделил 3 муллам участок луговых угодий в размере 45 десятин. В 1930 году Мензелинский кантон, как и все остальные кантоны Татарской АССР, был упразднён. На его территории были образованы Мензелинский, Актанышский и Муслюмовский районы.